# Club athlétique Brive Corrèze Limousin
El Club athlétique Brive Corrèze Limousin, CA Brive, és un club de rugbi a 15 amb seu a la ciutat occitana de Briva la Galharda. Campió de la Copa d'Europa l'any 1997, juga actualment al Top 14.

## Palmarès

### Internacional
- Copa d'Europa:
  - Campió: 1997
  - Finalista: 1998
- Copa Intercontinental:
  - Finalista: 1997

### Nacional
- Campionat de França (Bouclier de Brennus):
  - Finalista: 1965, 1972, 1975 i 1996
- 2a divisió:
  - Campió: 1957
- Copa de França:
  - Finalista: 2000
- Challenge Yves du Manoir:
  - Campió: 1996
  - Finalista: 1963 i 1974
- Bouclier d'automne: 
  - Campió: 1972 i 1973
- Challenge Béguere:
  - Campió: 1973
- Challenge Jules Cadenat:
  - Finalista: 1975

## Les finals del CA Brive

### Campionat de França
| Data de la final   | Vencedorr        | Finalista | Resultat | Lloc de la final        | Espectadors |
| 23 de maig de 1965 | SU Agen          | CA Brive  | 15-8     | Stade de Gerland, Lió   | 28.758      |
| 21 de maig de 1972 | AS Béziers       | CA Brive  | 9-0      | Stade de Gerland, Lió   | 31.161      |
| 18 de maig de 1975 | AS Béziers       | CA Brive  | 13-12    | Parc des Princes, París | 39.991      |
| 1 de juny de 1996  | Stade toulousain | CA Brive  | 20-13    | Parc des Princes, París | 48.162      |

### Copa d'Europa
| Data de la final    | Vencedorr  | Finalista        | Resultat | Lloc de la final      | Espectadors |
| 25 de gener de 1997 | CA Brive   | Leicester Tigers | 28-9     | Arms Park, Cardiff    | 41.664      |
| 31 de gener de 1998 | Bath Rugby | CA Brive         | 19-18    | Parc Lescure, Bordeus | 36.500      |

### Challenge Yves du Manoir
| Data de la final    | Vencedorr   | Finalista       | Resultat | Lloc de la final               | Espectadors |
| 1 de juny de 1963   | SU Agen     | CA Brive        | 11-0     | Parc des Princes, París        | 13.000      |
| 18 de maig de 1974  | RC Narbonne | CA Brive        | 19-10    | Stade Yves du Manoir, Colombes | -           |
| 26 de gener de 1996 | CA Brive    | Section Paloise | 12-6     | Stade Charléty, París          | -           |

## Jugadors emblemàtics
| - Éric Alégret - Lisandro Arbizu Argentina - Roger Arcalis - Patrice Auboiroux - Pierre Balineau - Noël Baudry - Claude Besson - Pierre Besson - Pierre Bessot - Sébastien Bonnet - Laurent Bonventre - Arnaud Boudie - Daniel Boulpiquante - Gérard Burguet - Georges Carabignac - Philippe Carbonneau - Alain Carminati - Sébastien Carrat - Didier Casadeï | - Serge Castiglioni - Pierre Chadebech - Jacques Coq - Richard Crespy - Jean-Pierre Dales - Christian Delage - Jean-Pierre Delfour - Frédéric Desnoyer - Amédée Domenech - François Duboisset - Serge Espieussas - Raymond Farfart - Didier Faugeron - Roger Fite - Claude Freyssinet - Jacques Genois - Jean-Jacques Gourdy - Alain Guettache - Auguste Jarasse | - Jean-Luc Joinel - Thierry Labrousse - Julien Laharrague - Christophe Lamaison - Marcel Lewin - François Lombard - Patrick Louchart - Christophe Lucquiaud - Gérard Magnac - Olivier Magne - Yvan Manhes - Alain Marot - Pierre Marsaud - Daniel Marty - Joël Merlaud - Vincent Moscato - Jean Normand - Romuald Paillat - Sébastien Paillat | - Serge Pasquier - Élie Pebeyre - Michel Pebeyre - Alain Penaud - Jean-Pierre Puidebois - Alfred Prévost - Jean Prin-Clary - Sotele Puleoto - Marcel Puget - Jean-Claude Roques - Jean-Claude Rossignol - Laurent Seigne - Jean-Marie Soubira - Gregor Townsend Escòcia - Laurent Travers - Loïc Van Der Linden - David Venditti - Elvis Vermeulen - Sébastien Viars | - Pierre Villepreux - Michel Yachvili |